# Karl Girardet
Pour les articles homonymes, voir Girardet.
Karl Girardet, né le 13 mai 1813 au Locle dans la Principauté de Neuchâtel (français sous le Premier Empire) et mort le 24 avril 1871 à Paris 9e, est un peintre, graveur et illustrateur français.

## Biographie
Fils aîné du graveur Charles Girardet et de son épouse Fanny Charlotte Favre, il voit le jour en 1813. Il est le frère de Pauline Girardet (1816-?), du peintre-graveur Édouard Girardet (1819-1880) et de Paul Girardet (1821-1893). Il est initié au dessin et à la gravure par son père et prend d'abord le prénom de « Karll » [sic.], pour se distinguer de celui-ci.
Arrivé à Paris en 1822, il se forme auprès du peintre Louis Hersent, puis est admis à l'École des beaux-arts dans l'atelier de Léon Cogniet qui devient un fidèle ami. Il rencontre le peintre et mécène suisse Maximilien de Meuron.
Sa première exposition au Salon de Paris a lieu en 1836, il y montre des peintures de genre et d'histoire qui séduisent la famille royale ; il devient le protégé du roi Louis-Philippe qui lui passe de nombreuses commandes et le fait participer au programme décoratif du nouveau musée de l'Histoire de France qu'il a initié en 1837 à Versailles. Karl y fait ses débuts en secondant son maître Léon Cogniet sur deux tableaux de batailles. Il devient ensuite peintre officiel de la Cour.
En 1838, il part pour Düsseldorf et traverse le Tyrol et la Croatie en 1839, enfin il gagne l'Italie en 1840. En 1842, il effectue un voyage en Égypte avec Albert de Meuron, puis accompagne le duc de Montpensier en Espagne.
Après la révolution de février 1848, et s'être enrôlé dans la garde nationale, il quitte la France en compagnie de son frère Édouard et s'installe à Brienz, dans le canton de Berne. Il y peint des paysages dont quelques-uns sont conservés dans les musées de Lille et de Neuchâtel, et compose des toiles à partir de ses croquis de voyages en Orient. Il en tire des gravures qui parurent dans les revues le Magasin pittoresque et le Tour du Monde.
Karl Girardet rentre en France en 1850 et reprend sa carrière de peintre et d'illustrateur. Il expose régulièrement au Salon, jusqu'en 1870. Il s'installe dans un atelier à Montmartre en 1857 où il réside jusqu'à sa mort. Pendant la Guerre de 1870, il réalise des croquis de Paris assiégé et constate que sa vue baisse.
Il vécut de nombreuses années en ménage avec l'artiste peintre Augustine Angélina Kaas, dont la famille héritera des biens de Karl, soit une somme de 100 000 francs.
Pris d'angoisse à l'idée de devenir aveugle, il meurt seul dans son atelier du 26 de la rue Bréda.

## Collections publiques
En France
- palais des beaux-arts de Lille ;
- musée des Beaux-Arts de Tours : acquis en 2020[6], trois vues de Tours réalisées entre 1852 et 1854, Tours, la cathédrale et le palais épiscopal, Vue de la ville de Tours et La Lanterne de Rochecorbon ;
- musée national des châteaux de Versailles et de Trianon, Gaucher de Châtillon défend seul l'entrée d'une rue dans le faubourg de Minieh en 1250 (1844).Karl Girardet, Départ pour le marché, Lac de Brienz, non daté. Musée des beaux-arts de la Chaux-de-Fonds

En Suisse

Karl Girardet, Départ pour le marché, Lac de Brienz, non daté. Musée des beaux-arts de la Chaux-de-Fonds

- musée d'art et d'histoire de Neuchâtel, L'Assemblée des protestants surprise par les troupes catholiques (Salon de 1842).
- Musée des beaux-arts de La Chaux-de-Fonds, Départ pour le marché, Lac de Brienz (non daté).

### Estampes

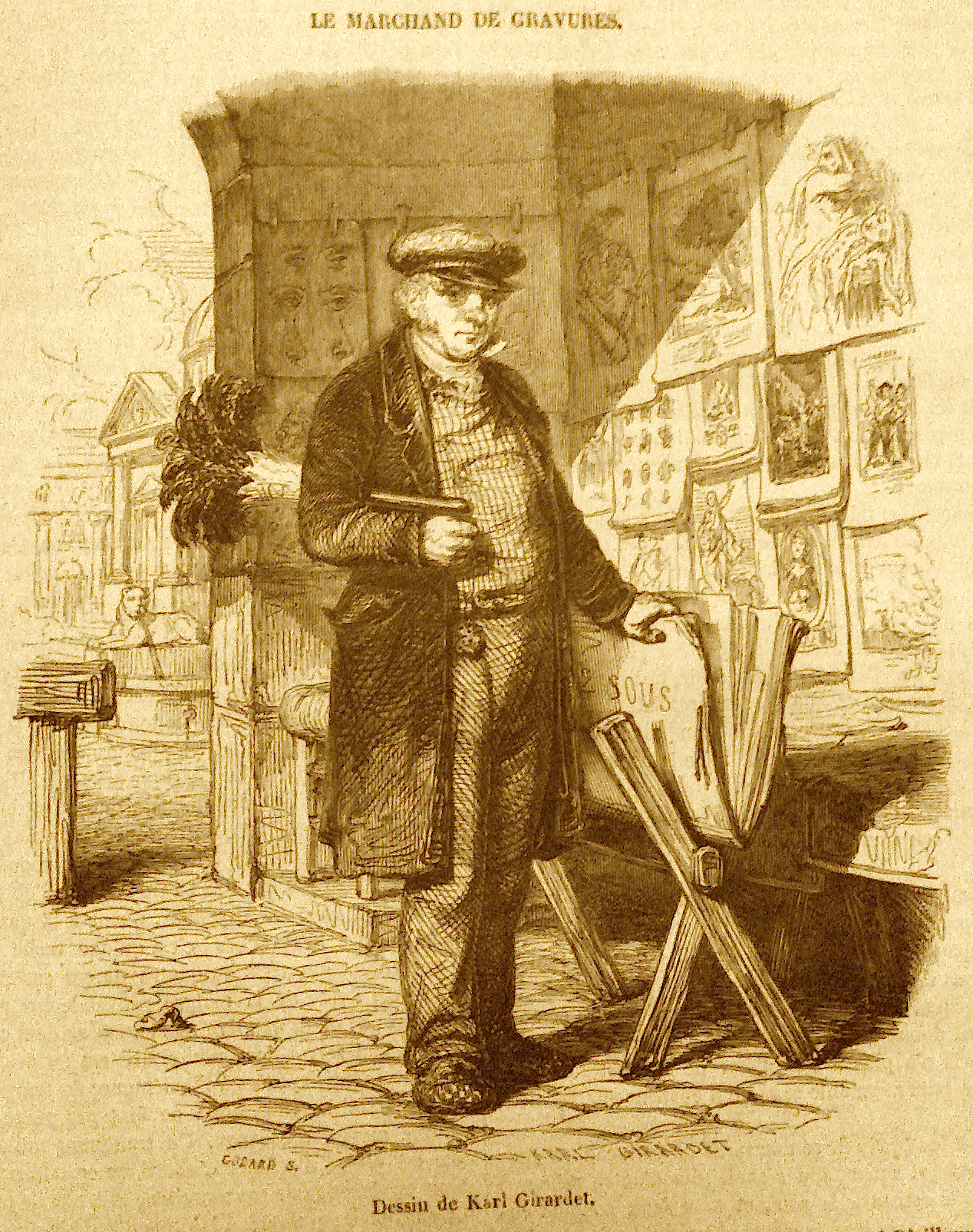
« Le Marchand de gravures » (1851).

- Une Assemblée de protestants surprise par des troupes catholiques, 1842.
- Une Vue de Sion dans le Valais, la Tour des Sorciers, Salon de 1861.

### Ouvrages illustrés
- Roland furieux, 1839
- Pierre Boitard, Jardin des Plantes, 1842
- Rodolphe Töpffer, Nouveaux voyages en zigzag à la Grande Chartreuse, autour du Mont Blanc, dans les vallées d'Herenz, de Zermatt, au Grimsel, à Gênes et à la Corniche, précédés d'une notice de Sainte-Beuve, illustrés d'après les dessins originaux de Rodolphe Töpffer par Calame, Karl Girardet, édition en français et en allemand, Paris, V. Lecou, 1844
- Jean-Jacques Rousseau, Julie ou la nouvelle Héloise, Paris, Barbier, 1845
- Fulgence Girard, Mystères du Grand Monde - Histoire des Palais, prisons d'État, abbayes, édition illustrée par Tony Johannot, Henri Félix Emmanuel Philippoteaux, Karl Girardet, Schoppin, Librairie Générale Illustrée, Paris, 1850
- Eugène Sue, Le Juif errant, Mathilde, Mémoires d'une jeune femme, illustrée de dessins de Karl Girardet, J. A. Beaucé, Gavani, gravures par A. Lavieille, Best et Leloir, Paris, Imprimerie Schneider, 1851
- L'abbé Orsini, Histoire de Saint-Vincent-de-Paul, gravures de Karl Girardet, Leloir, Meissonnier, Staal, 1852
- L'abbé Jean-Jacques Bourrassé (dir.), La Touraine, histoire et monuments, illustrations par Karl Girardet, Louis Français et H. Catenacci, Tours, Maison A. Mame, 1855. 2e édition en 1856
- Charles Edmond Choieçki, Voyage dans les mers du nord, à bord de la corvette de La Reine Hortense, texte communiqués par les membres de l'expédition, dessins de Karl Girardet d'après les aquarelles de Ch. Giraud et d'Abrantes, Paris, Lévy frères, 1857. Réédition chez Garnier en 1858
- L'abbé Jean-Jacques Bourassé, Les plus belles églises du monde, notices historiques et archéologiques sur les édifices les plus célèbres de la chrétienté, illustré par Karl Girardet, Tours, Maison A. Mame, 1857. Réédition, 1861, 1867,4e édition, 1875, A. Mame & Fils
- Johann David Wyss, Le Robinson suisse, ou Histoire d'une famille suisse naufragée, traduit de l'allemand par Frédéric Muller, Tours, Maison A. Mame, 1858. 2e édition, Tours, Maison A. Mame, 1860
- Rodolphe Töpffer, Premiers voyages en zigzag ou excursions d'un pensionnat en vacances dans les cantons suiise et sur le revers italien des Alpes, illustré d'après les dessins de l'auteur, d'un grand nombre de vignettes dans le texte et de 54 grandes gravures hors texte par Calame, Français, Girardet, D'Aubigny, etc., 6e éd., Paris, Garnier frères. 8e édition, Paris, Garnier frères, 1860
- Fables de La Fontaine, accompagné de notes nouvelles par D.S., illustré par K. Girardet, Tours, Maison A. Mame, 1863. Rééditions en 1881, 1898, 1935, 1945, 1952, 1953
- Louis Figuier, La Terre et les Mers ou Description physique du globe, illustré de 181 vignettes de Karl Girardet, 1864. Rééditions, Hachette, 1874, 1880, 1884
- Jacques Duvernet (pseudonyme de Casimir Chevalier), Un tour en Suisse - Histoire, Sciences, monuments, paysages, illustrations de Karl Girardet, éd. Alfred Mame, Tours, 1866. Réédition en 1894
- Guillaume Belèze, Récits et biographies de l'histoire de France, avec Félix Philippoteaux, A. Mame, 1866.
- La Terre Sainte, voyage dans l'Arabie Pétrée, la Judée, la Samaria, la Galilée, et la Syrie illustrations de Karl Girardet, 1867. 2d éd., Tours. 3e éd. A. Mame, Tours, 1874.
- Gabriel Ferry (pseudonyme de Louis de Bellemare), Costal l'Indien, illustré de 12 planches, hors texte, tirées en couleurs et de 36 gravures en noir d'après F. Lix, 1868, 2e éd., Paris, Hachette & Cie, 1892. 5e éd., Paris, Hachette, 1912
- Félix-Archimède Pouchet, L'Univers, les infiniments grands, et les infiniments petits, illustrée de 343 vignettes sur bois et de 4 planches en couleur par A. Faguet, Mesnel, Karl Girardet, etc., 2e éd, Paris, Louis Hachette et Cie, 1868
- Paul Fribourg (pseudonyme de Casimir Chevalier), La Suisse pittoresque - croquis de voyage, illustrations de Karl Girardet, Tours, Mame et fils, 1880
- Adrien Paul, Le Pilote Willis, pour faire suite au Robinson suisse, 24 gravures sur bois d'après Karl Girardet, Mame et fils, Tours, 1883
- Louis Veuillot, Le Pélérinage de Suisse, Mame et fils, Tours, 1885
- Guy Delaforest, L'Alsace, souvenirs de la Guerre 1870-1871, Les bords du Rhin, Mame, 1886
- Hippolytte Durand, Les Bords du Rhin, de Mayence à Cologne, illustrations de Karl Girardet, Tours, Mame, 1892
- L'abbé Jean-Jacques Bourrassé, Châteaux royaux, avec 32 illustrations de Karl Girardet, réédition Jean de Bonnot, 1991
- Chanoine Christophe Schmid, Œuvres choisies, 4e série, illustrée de 12 gravures d'après K. Girardet, Nouvelle éditions A. Mame et fils, Tours

## Salons
- 1836 : petites scènes de genres
- 1842 : L'Assemblée des protestants surpris par les troupes catholiques (médaille)
- 1861 : Une vue de Sion dans le Valais, la Tour des Sorciers, xylographie, no 2728
- 1867 : Les Moissons dans la vallée de Glaris en Suisse, no 659, acquis par Napoléon III pour la somme de 3 000 francs, remis par décision du Tribunal civil de première instance de la Seine à Fouquet emballeur pour être restitué à l'Impératrice Eugénie, le 27 avril 1880

## Expositions
- Exposition universelle de 1855, où il obtient une médaille de 1re classe